# Fond du Lac 227
Fond du Lac 227 är ett reservat i Kanada.   Det ligger i provinsen Saskatchewan, i den centrala delen av landet, 2 600 km nordväst om huvudstaden Ottawa.
Runt Fond du Lac 227 är det mycket glesbefolkat, med 5 invånare per kvadratkilometer.